# E. Bowser
E. Bowser war ein britischer Hersteller von Automobilen.

## Unternehmensgeschichte
Edward Bowser gründete 1922 das Unternehmen in Leeds und begann mit der Produktion von Automobilen. Der Markenname lautete Bowser. 1923 endete die Produktion. Edward Bowser stellte in den 1930er Jahren in einem anderen Unternehmen Seitenwagen her.

## Fahrzeuge
Das einzige Modell war ein Kleinwagen. Ein Zweizylindermotor von Koh-I-Noor mit 1021 cm³ Hubraum und 9 PS Leistung war vorne im Fahrzeug montiert und trieb über eine Kardanwelle die Hinterachse an. Das Getriebe hatte drei Gänge. Die offene Karosserie bot Platz für zwei Personen. Der Neupreis betrug zu Beginn teure 300 Pfund und später 225 Pfund.